# Jasper County Courthouse (Iowa)
Das Jasper County Courthouse ist das Justiz- und Verwaltungsgebäude (Courthouse) des Jasper County in Newton, Iowa. Es wurde 1909–1911 erbaut und 1981 in das National Register of Historic Places aufgenommen.

## Geschichte
Erstmals wurde 1846 im Jasper County Gericht gehalten. Die Sitzungen fanden damals in einer Blockhütte eines Bewohners statt. Das erste zu diesem Zweck errichtete Gerichtsgebäude entstand aus Holz im Jahr 1847. Es hatte eine größte von fünfeinhalb auf neun Meter und die Baukosten betrugen 87,50 $ (in heutigen Preisen: 3.440 $). Dieses Gebäude wurde später auf eine Farm verlegt, die sich näher an Newton befand. Ein zweites Gerichtsgebäude entstand 1857 aus Kalkstein und Backstein, wobei der Bau 26.600 $ (in heutigen Preisen: 987.000 $). 1911 wurde das ab 1909 im Beaux-Arts-Stil erbaute dritte Courthouse eingeweiht; es wird bis heute genutzt. Auch dieser Bau wurde aus Kalkstein errichtet, Fenster- und Türfüllungen sind jedoch aus Holz. Der General und Politiker James B. Weaver schrieb über das Courthouse 1912 in seiner Geschichte des Countys: „Lange nachdem die Seiten dieser Countygeschichte abgenutzt sind und durch das Alter vergilbten, wird nach allem menschlichen Ermessen dieses Gebäude noch in seiner gesamten Pracht stehen“.

## Bauwerk
Das Gebäude hat eine Länge von 37 m und eine Breite von 24,5 m. Der Uhrturm auf dem Gebäude hat eine Höhe von knapp 43 m. Die sich darin befindliche Uhr wurde mit dem Geld privater Spender installiert. Das Innere des Gebäudes ist mit Keramik gefliest und mit Marmor ausgestattet. Es wurde 1986 renoviert.

## Belege
1. ↑  National Register Information System. In: National Register of Historic Places. National Park Service, abgerufen am 13. März 2009 (englisch).
2. 1 2  Jasper County Courthouse. In: Iowa Judicial Branch. Archiviert vom Original am 1. Mai 2012; abgerufen am 20. September 2011 (englisch).  Info: Der Archivlink wurde automatisch eingesetzt und noch nicht geprüft. Bitte prüfe Original- und Archivlink gemäß Anleitung und entferne dann diesen Hinweis.
3. 1 2  Edward Stanek, Stanek, Jacqueline: Iowa's Magnificent County Courthouses. Wallace-Homestead Book Co, 1976, S. 106 (englisch).
4. 1 2  Jasper County, Iowa Genealogy, Facts and Records Resources. In: n2geneolgy. Abgerufen am 20. September 2011 (englisch).